# Pungo ppang
Pungo ppang es un pan tradicional coreano.
El pungoppang se preparan usando un utensilio parecido a una gofrera. El rebozado se vierte en un molde con forma de pez, se añade patsu (pasta de judía roja), y más rebozado para cubrir este. El molde se cierra entonces, y la masa se asa.
Fue introducido en Corea por los japoneses durante la ocupación japonesa de Corea en los años 1930.
El bungeoppang se vende como aperitivo en las calles de toda Corea durante el invierno, de forma parecida al omuk (어묵) coreano o al kamaboko japonés. El hottok (호떡) se hacen y venden de forma parecida al pungoppang.
También hay gofres con forma de pungoppang rellenos de helado y pat (judías rojas o azuki endulzadas y cocidas). Estos gofres suelen producirse en masa y venderse en tiendas, no en puestos callejeros.

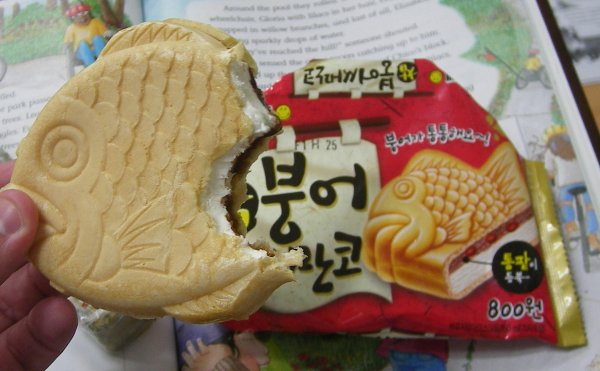
Binggrae comercializa un helado basado en el pungoppang.

También existen variantes parecidas:
- Kukhwa ppang (국화빵, ‘pastel de crisantemo’): prácticamente idéntico al pungoppang, salvo porque tiene forma de flor.
- Kyeran ppang (계란빵, literalmente ‘pastel de huevo de gallina’), relleno con huevo y con forma de rectángulo redondeado.